# Verband des PostVertriebspersonals
Der Verband des PostVertriebspersonals ist eine freie deutsche Gewerkschaft, die die beruflich-sozialen Interessen der Postzusteller und der Schalterkräfte in den Postfilialen vertritt.
Der VdPV hat acht Regionalverbände. Sein Sitz ist in Ibbenbüren. Er gibt die Zeitschrift Die Landpost heraus. Bundesvorsitzender ist Tony Ilg (2005).
Der XVIII. Bundeskongress hat vom 15.–18. September 2005 in Bad Honnef stattgefunden.